# Sistema de gerenciamento de conteúdo

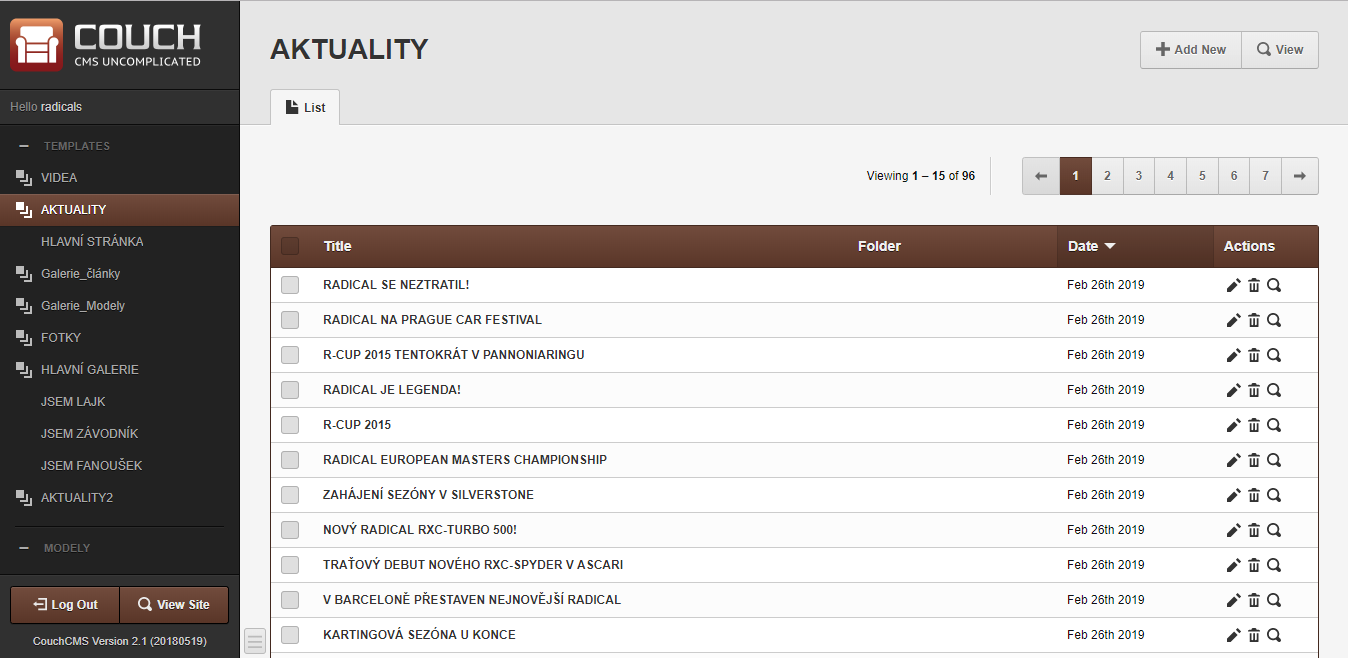

Na informática, o Sistema de gerenciamento de conteúdo ou Sistema de gestão de conteúdo (abreviado SGC), amplamente conhecido pela sigla em inglês CMS (Content management system), é um programa de computador utilizado para criar, editar, publicar e gerenciar conteúdos em plataformas digitais e páginas online pré-estruturadas; permitindo que o mesmo seja modificado, removido e adicionado sem a necessidade de ter o conhecimento da linguagem de marcação HTML. Ou seja, é um sistema que permite a criação, armazenamento e administração de conteúdos de forma dinâmica, através de uma interface de acesso via Internet. O conteúdo pode incluir textos, imagens, áudios, vídeos, documentos e outros formatos de arquivos digitais.
Podemos dizer que um sistema CMS é semelhante a um framework (um quadro de referência) de website pré-estruturado, com recursos básicos de: usabilidade, visualização e administração já prontamente disponíveis.
Um CMS permite que a empresa tenha total autonomia sobre o conteúdo e evolução da sua presença na internet e dispense a assistência de terceiros ou empresas especializadas para manutenções de rotina.
O principal intuito de uma empresa optar pelo uso de um CMS é tornar mais ágil o processo de atualização de ambientes web, permitindo que colaboradores da empresa atualizem diretamente suas respectivas áreas de responsabilidade em sites internet e intranet. Ampliando esta experiência na busca pela agilidade nas atualizações, sistemas CMS de qualidade não devem requerer habilidades além dos conhecimentos necessários para um usuário de um simples editor de texto.
Sistemas CMS de qualidade devem permitir ainda a alteração da aparência de um website por meio da utilização de temas. Estes temas são pacotes que contemplam imagens e estilos de fonte que podem ser facilmente mudados, duplicados e alterados conforme a necessidade de cada website. Altera-se a aparência de um site meramente com a alteração do tema utilizado pelo site.

## Uso do CMS e o profissional de internet
Em nível empresarial, nenhum CMS (gratuito ou não) dispensa a presença de um profissional responsável pelo ambiente de hospedagem do CMS ou pela alimentação do conteúdo.
O termo "profissionais de internet" é muito amplo para responder de forma objetiva e satisfatória essa pergunta. Exemplificando, podemos separar esses profissionais da seguinte forma:
- responsáveis pela tecnologia, infraestrutura e desenvolvimento/manutenção da ferramenta;
- responsáveis pela criação de conteúdos para a internet;
- responsáveis pela aprovação de conteúdos, antes de sua divulgação ao público.

Observe que a adoção de um CMS pela empresa simplesmente visa facilitar o desenvolvimento de ferramentas para gestão de websites, como recursos de organização e cadastro de notícias, por exemplo.
Assim, sempre teremos um ambiente a ser mantido, e conteúdos a serem produzidos.
Um sistema de gerenciamento de conteúdos requer uma infra-estrutura de hospedagem (servidores). Bem como, um CMS requer manutenções periódicas para garantir sua evolução, sua atualização e seu crescimento futuro. E ainda, para a implantação de novos websites, faz-se necessário o conhecimento específico do CMS sobre sua estrutura de navegação, sua estrutura de informações, sua organização de conteúdos e o reaproveitamento de recursos ali disponíveis.
Este trabalho envolve análise de sistemas, e um certo conhecimento técnico que permitirá a evolução, a qualidade e o futuro dos projetos de internet de uma empresa.
Um CMS trabalha com gestão de conteúdo. O que não é possível sem um ambiente estável, estruturado e organizado.

## Principais sistemas CMS gratuitos
Os sistemas de gerenciamento de conteúdo mais populares são o Wordpress e o Joomla! que são sistemas em PHP com código-livre. Ambos são utilizados para criação de sites e portais. Outros exemplos de CMS são o Plone, o Liferay e o Drupal onde é facilmente realizada a edição de conteúdos a partir do próprio site, podendo também ser usado para o gerenciamento de intranet. O Joomla! também é muito utilizado para intranets.

## Ambientes educacionais baseados em CMS
Tem-se observado que ferramentas como Gestores de Conteúdo podem se tornar excelentes ambientes para o processo de ensino e aprendizagem e para a organização da informação produzida em ambientes com fins educacionais. Sejam eles em ambientes acadêmicos, sejam em empresariais.
A Wikipédia pode ser considerada um "gerenciador de conteúdo", assim fomentando a busca, localização e criação de conhecimento em um ambiente distribuído e colaborativo.

## Lista de CMS
- Ver Categoria: Sistemas de gestão de conteúdo